# Aulophorus canaliculatus
Aulophorus canaliculatus är en insektsart som beskrevs av Karsch 1890. Aulophorus canaliculatus ingår i släktet Aulophorus och familjen Flatidae. Inga underarter finns listade i Catalogue of Life.